# Inga Lindström: Einfach nur Liebe
Einfach nur Liebe ist ein deutscher Fernsehfilm von Marco Serafini aus dem Jahr 2023. Er ist Bestandteil des ZDF-Herzkino-Sonntagsfilms und der 100. Film der Inga-Lindström-Reihe nach der gleichnamigen Erzählung von Christiane Sadlo. Die Hauptrollen sind mit Mersiha Husagic, Xenia Assenza, Uschi Glas, Gerit Kling und Leonard Lansink besetzt.

## Handlung
Maja arbeitet als Köchin in London, als sie erfährt, dass ihr Vater gestorben ist. Sie hat von ihm eine Insel geerbt, will aber nichts davon wissen. Deshalb versucht der Anwalt über ihren Freund Peter Kontakt mit ihr aufzunehmen. Schließlich reisen sie doch noch zusammen nach Schweden. Bereits bei der Überfahrt trifft Maja mit Ilse die erste Bekannte, die sie überschwänglich begrüßt. Als sie dann auf der Insel ihr Haus beziehen, begegnet sie Lucinde, ihrer besten Freundin aus Jugendzeiten. Sie ist die Nichte von Ilse, war die Assistentin von Majas Vater und schmeißt den Laden nun allein, weil der Koch auch noch krank geworden ist.
Till – der große Bruder von Lucinde – bietet als Mediator auf der Insel Seminare und Workshops für Paare an, die sich trennen wollen. Dazu gehören auch Anna und Henrik, der gegen seinen Willen hier ist. Bei Ella und Markus ist es umgekehrt, er hat sie angemeldet und sie sieht nicht ein, weshalb sie am Workshop mitmachen soll. Für sie ist ihre Beziehung gescheitert. Maja versucht herauszufinden, weshalb ihr Vater damals sie und ihre Mutter von der Insel vertrieben hat, aber weder Lucinde noch Ilse können ihr weiterhelfen. Maja hilft nun doch noch in der Küche aus und Till würde sich wünschen, dass sie die Insel nicht verkauft und bleibt, was sie aber kategorisch ablehnt.
Anna ahnt, dass Henrik sie betrügt, weiß aber nicht, dass Ilse die neue Frau im Leben von ihm ist. Lucinde merkt, dass es ihr weh tut, wenn sie Maja und Peter zusammen sieht, getraut sich aber nicht, mit ihr offen über ihre Gefühle zu sprechen. Sie schenkt ihr aber ihr Tagebuch, in dem sie jeden Tag etwas über sie geschrieben hat. Als sie danach im Ort einkaufen gehen, küsst Lucinde Maja spontan. Maja ist danach verwirrt und unsicher. Anna gesteht Ilse, dass sie dement wird und nicht mehr mit Hendrik zusammen sein kann. Sie will, dass er mit ihr glücklich wird. Ilse macht ihr aber klar, dass Hendrik sie immer noch liebt. Als sie wieder zurück auf der Insel sind, informiert Ilse Hendrik, dass Anna alles weiß.
Als Maja am Abend das Grab ihres Vaters besucht, kommt auch Lucinde dorthin. Sie bittet Maja, darüber nachzudenken, ob sie nicht doch bleiben möchte und herauszufinden, wohin sie gehört. Henrik spricht mit Till über Anna. Er erklärt ihm, dass er sie nie verlassen wird und sich um sie kümmert, wenn ihre Krankheit fortschreitet. Maja gesteht Lucinde, dass sie verunsichert und verwirrt ist, seit sie wieder auf der Insel ist. Sie meint auch, dass der Kuss ein Fehler war. Ebenso meint sie, dass sie beide völlig unterschiedliche Leben führen. Maja geht zu Peter und sagt ihm, dass sie sofort abreisen will, er möchte von ihr wissen, weshalb und versucht sie zu überzeugen, noch zwei Tage zu bleiben, bis der Kaufinteressent kommt.
Auch Anna will abreisen und sagt dies Ilse. Sie will Henrik nicht mehr zur Last fallen. Das dritte Paar des Workshops – Pia und Stefan – haben eine Auseinandersetzung mit ihrer Tochter Leonie, die nicht will, dass die Familie auseinanderbricht. Till macht seiner Schwester Mut, dass Maja sie nicht verlassen wird, wenn sie weiß, wie sehr sie sie liebt. Maja beobachtet, wie Till mit Leonie spricht und ihr erklärt, dass ihre Eltern weiterhin für sie da sind, auch wenn sie kein Paar mehr sind. Da wird Maja klar, dass auch sie egoistisch reagiert hat. Nachdem Markus einen letzten Versuch gemacht hat, Ella davon zu überzeugen, dass er sie trotz seines Seitensprungs noch liebt, gibt sie ihm klar zu verstehen, dass sie kein Vertrauen mehr in ihn hat. Sie will sofort abreisen und trifft bei der Fähre auf Anna und Leonie. Ilse kommt auch dazu und sagt ihnen, dass die nächste Fähre erst morgen fährt, und davonlaufen keine Lösung ist.
Als Maja mit Ilse spricht, kommen alte Erinnerungen hoch, wie es damals war, als sie mit ihrer Mutter die Insel verließ. Sie will ein paar Sachen zusammenpacken, da findet sie einen Laborbericht, der besagt, dass ihr Vater gar nicht ihr Vater war und dies der Grund war, weshalb ihre Mutter mit ihr von der Insel flüchtete. Draußen trifft sie Lucinde, die sie zu trösten versucht. Sie will von ihr wissen, ob sie sie wirklich so sehr liebt. Lucinde gesteht ihr, dass sie sie immer geliebt hat. Till versucht bei Ella und Markus nochmals eine Mediation, sie will von ihm eine Garantie, dass er sie zukünftig nie mehr belügt und betrügt. Anna erklärt ihr, dass dies eine Sache des Vertrauens zueinander ist.
Anna ist am Strand zusammengebrochen, Ilse und Henrik eilen ihr zu Hilfe. Als sie wieder zu sich kommt, schlägt Ilse ihr vor, auf der Insel zu bleiben, damit sie sich um sie kümmern kann. Anna ist einverstanden und will aber auch, dass sie zu Henrik schaut. Lucinde startet einen letzten Versuch mit Maja und will von ihr wissen, ob sie sie auch liebt und nur zu feige ist, um es einzugestehen. Da kann Maja endlich über ihren Schatten springen und ihre Gefühle zulassen. Sie lieben sich danach innig. Beim Mittsommerfest sieht Peter wie Maja und Lucinde sich küssen. Zunächst ist er überrascht, hat aber Verständnis dafür, dass sie nun auf der Insel bleiben will.

## Hintergrund
Einfach nur Liebe wurde vom 6. Juni bis zum 6. Juli 2023 unter dem Arbeitstitel Die Insel der magischen Träume an Schauplätzen in Schweden gedreht. Produziert wurde der Film von der Bavaria Fiction GmbH.

## Rezeption

### Einschaltquote
Die Erstausstrahlung am 1. Oktober 2023 im ZDF wurde von 4,89 Millionen Zuschauern gesehen, was einem Marktanteil von 19,7 % entspricht.

### Kritiken
Die Kritiker der Fernsehzeitschrift TV Spielfilm zeigten mit dem Daumen geradeaus und fassten den Film mit den Worten „Lustlose Familienaufstellung zum Jubiläum“ zusammen.
Oliver Armknecht von film-rezensionen.de vergab 4 von 10 Punkten und zog das Fazit  „Inga Lindström: Einfach nur Liebe gibt sich ambitionierter als sonst, wenn gleich vier Geschichten auf einmal abgearbeitet werden müssen. Lobenswert ist, wie man sich dabei vom reinen Heile-Welt-Hochglanz zu lösen versucht. Tiefgang gibt es dennoch nicht, es wird wieder plakativ und kitschig.“